# Yorkshire

Flaga Yorkshire

Położenie historycznego hrabstwa Yorkshire w Anglii

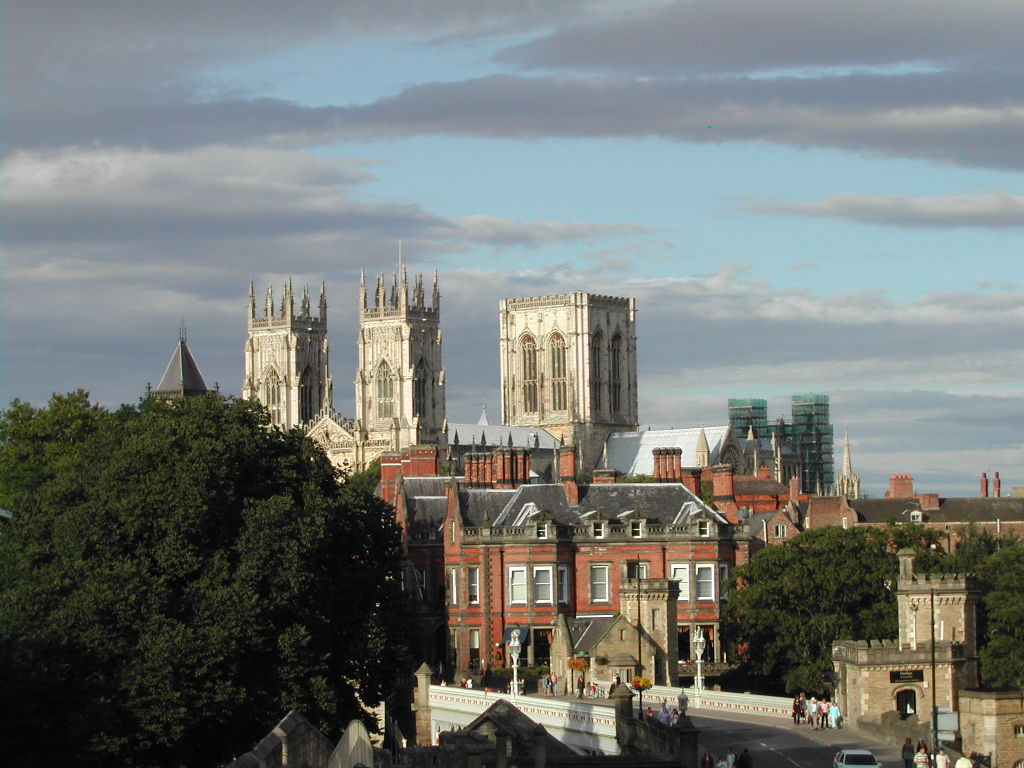
Widok na miasto York – historyczną stolicę hrabstwa

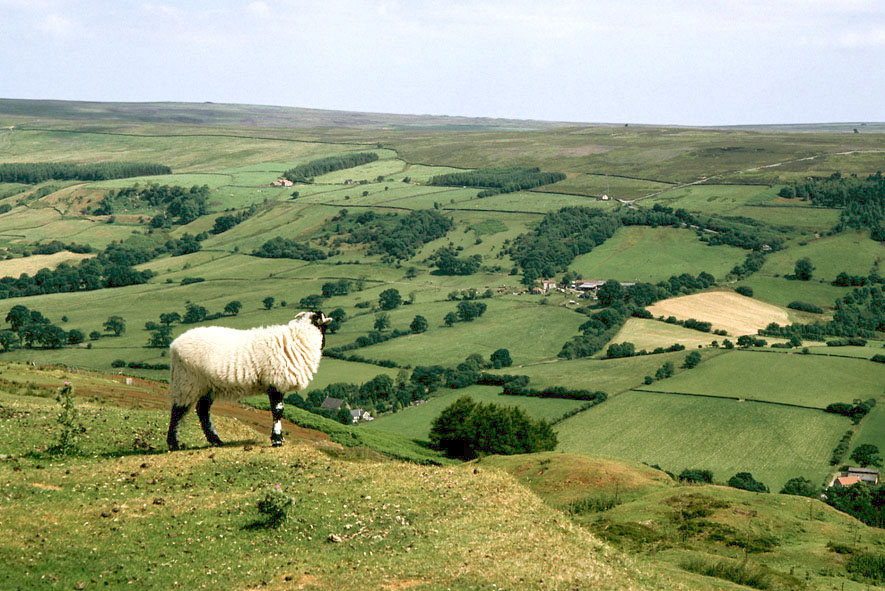
Krajobraz północnego Yorkshire

Yorkshire – hrabstwo historyczne i kraina w północno-wschodniej Anglii. Liczące w 1971 roku 15 858 km² Yorkshire było największym hrabstwem Anglii, podzielonym dla celów administracyjnych na trzy okręgi (ang. riding) – North Riding of Yorkshire, West Riding of Yorkshire oraz East Riding of Yorkshire. Liczba ludności zamieszkującej hrabstwo w 1971 roku wynosiła 5 053 989.
Hrabstwo zostało zlikwidowane w 1974 roku w wyniku reformy administracyjnej. Większość ziem należących do Yorkshire została podzielona pomiędzy nowo powołane hrabstwa North Yorkshire, West Yorkshire, South Yorkshire oraz Humberside. W 1996 roku hrabstwo Humberside zlikwidowano, a w jego miejsce odtworzono East Riding of Yorkshire. Obecnie hrabstwa te, wraz z północnym fragmentem Lincolnshire i z wyłączeniem północnego skraju North Yorkshire, wchodzą w skład regionu Yorkshire and the Humber.

## Geografia
Przez zachodnią część dawnego hrabstwa przechodzi pasmo Gór Pennińskich, poprzecinanych licznymi dolinami (tzw. Yorkshire Dales). Dalej na wschód znajduje się rozległa nizina, obejmująca m.in. dolinę Vale of York, rozciągająca się od rzeki Tees na północy po ujście rzeki Ouse na południu. Na wschodzie obszar Yorkshire staje się wyżynny – znajdują się tam pokryte wrzosowiskami wzgórza North York Moors, a na południe od nich Yorkshire Wolds. Na południowo-wschodnim skraju Yorkshire, nad Morzem Północnym i estuarium Humber znajduje się nadmorska nizina Holderness.
Hrabstwami graniczącymi z Yorkshire były: od północy – Durham, od północnego zachodu – Westmorland, od zachodu – Lancashire, od południowego zachodu – Cheshire i Derbyshire, a od południa – Nottinghamshire oraz Lincolnshire.
Głównymi miastami w regionie są m.in. Leeds, Bradford, Halifax, Huddersfield, Wakefield, Sheffield, Barnsley, Doncaster, Rotherham, Kingston upon Hull, York, Harrogate, Scarborough oraz Middlesbrough.

## Historia
Obszar Yorkshire był zamieszkany już w czasach prehistorycznych, o czym świadczą liczne pozostałości w postaci kamiennych budowli, czy grodzisk. W I wieku n.e. zamieszkujący ten obszar plemiona celtyckie zostały pokonane przez Rzymian, którzy pozostali na terenie Yorkshire do początków V wieku. W czasach rzymskich, na obszarze współczesnego Yorku, zbudowane zostało miasto Eboracum. Po wycofaniu się Rzymian obszar powrócił pod władzę Brytów, po czym z kontynentu zaczęli przybywać Anglowie, osiedlając się na wybrzeżu oraz wokół estuarium Humber. Pod koniec VI wieku założyli oni królestwo Deira, które podbiło znaczną część Yorkshire. W VII wieku państwo Anglów zostało zdominowane przez Królestwo Nortumbrii, a miasto York stało się siedzibą arcybiskupstwa. W IX wieku Duńczycy podbili Nortumbrię wraz z terenem Yorkshire. W 1069 roku obszar ten został ostatecznie podporządkowany Normanom.
W ciągu kolejnych dwóch stuleci na teren Yorkshire przybywali benedyktyni, augustianie i cystersi, którzy założyli tu swoje klasztory, a także liczne rody arystokratyczne. Yorkshire pełniło funkcję bastionu, mającego zapewniać ochronę przez najazdami Szkotów z północy. W XIV wieku Yorkshire zostało nawiedzone przez czarną śmierć, która spowodowała drastyczny spadek liczby ludności hrabstwa. Znaczna część pól uprawnych została wówczas przekształcona w pastwiska dla owiec, z których pozyskiwano wełnę – główny towar eksportowy ówczesnej Anglii. W wyniku handlu wełną intensywnie rozwijało się miasto Kingston upon Hull, przez które drogą morską wełna trafiała do Europy. Podczas wojny Dwóch Róż na terenie Yorkshire rozegrały się dwie z najważniejszych bitew tej wojny – pod Wakefield (1460) i pod Towton (1461). W 1536 roku w Yorkshire wybuchło zakończone niepowodzeniem powstanie przeciwko królowi Henrykowi VIII, tzw. Pielgrzymka Łaski. W 1644 roku, podczas angielskiej wojny domowej w Yorkshire rozegrała się bitwa na Marston Moor.
W związku z produkcją wełny, w wielu miastach zachodniego Yorkshire zaczęły powstawać manufaktury włókiennicze. Jednocześnie miasto Sheffield stało się ważnym ośrodkiem metalurgicznym. Rolnictwo nadal pozostawało jednak główną dziedziną gospodarki hrabstwa. Rewolucja przemysłowa przyniosła ze sobą rozwój miast na południowym zachodzie hrabstwa, takich jak Leeds, Bradford, Halifax, Wakefield czy Huddersfield, koncentrujących się głównie na przemyśle włókienniczym. W XIX wieku w Yorkshire pojawiły się pierwsze linie kolejowe, które sprzyjały rozwojowi przemysłu wydobywczego (głównie węgla) oraz metalurgicznego, zwłaszcza na południu – w miastach Sheffield, Rotherham i Doncaster. Do dziś południowo-zachodnia część Yorkshire pozostaje najliczniej zaludniona. Obecnie miejsce przemysłu wydobywczego, hutniczego i włókienniczego, które utraciły na znaczeniu w XX wieku, zajęły inne gałęzie przemysłu, m.in. przemysł elektromaszynowy.